# (13333) Carsenty
(13333) Carsenty (1998 SU59) – planetoida z pasa głównego asteroid okrążająca Słońce w ciągu 3,79 lat w średniej odległości 2,43 j.a. Odkryta 17 września 1998 roku.